# Округ Картер (Монтана)
Картер (енгл. Carter County) је округ у америчкој савезној држави Монтана.

## Демографија
По попису из 2010. године број становника је 1.160, што је 200 (-14,7%) становника мање него 2000. године.
| Група             | 2000.         | 2010.         |
| Белци             | 1.339 (98,5%) | 1.132 (97,6%) |
| Афроамериканци    | 1 (0,1%)      | 1 (0,1%)      |
| Азијати           | 2 (0,1%)      | 1 (0,1%)      |
| Хиспаноамериканци | 8 (0,6%)      | 8 (0,7%)      |
| Укупно            | 1.360         | 1.160         |